# Louis Joseph Daussoigne-Méhul
Louis Joseph Daussoigne-Méhul (Givet, 10 giugno 1790 – Liegi, 10 marzo 1875) è stato un compositore francese.
Fu il primo direttore del Reale Conservatorio di Liegi dal 1826 al 1862, un ruolo assegnatogli da Guglielmo I dei Paesi Bassi. Oltre ad essere il direttore, egli dava lezioni di armonia e di composizione musicale. Alcuni dei suoi allievi più noti furono Adolphe Samuel, César Franck  e Jean-Théodore Radoux, l'ultimo dei quali lo succedette alla direzione del conservatorio. Per i suoi meriti fu nominato nel 1859 commendatore dell'Ordine di Leopoldo.